# Pernyefalva
Pernyefalva (románul Pârnești) falu Romániában, a Partiumban, Arad megyében.

## Fekvése
A Zarándi-hegység alatt, Soborsintól északra, Torjás, Farkasfalva és Tótvárad közt fekvő település.

## Története
A falu nevét 1479-ben említette először oklevél Pernyfalwa alakban, mint Váradja 31. tartozékát. 1743-ban Pernestie, 1808-ban Pernyesty, 1851-ben Pernyest, 1913-ban Pernyefalva néven írták.
1510-ben Brandenburgi György kapta adományként, később kincstári birtok lett.
Román lakosságú falu. Lakosai főként földműveléssel foglalkoztak, de 1851-ben hamuzsír-gyár is működött a településen. 1851-ben Fényes Elek írta a településről: „Pernyest, Arad vármegyében, erdős, hegyes vidéken, 332 óhitü lakossal, kis fatemplommal, 3 patakmalommal. Határa 1000 hold,
mellyből 140 hold szántó, a többi erdőség. Szilvások. Földesura Kaszonyi Aloysia asszony.”
1910-ben 661 görögkeleti ortodox lakosa volt.
A trianoni békeszerződés előtt Arad vármegye Máriaradnai járásához tartozott.
A 2002-es népszámláláskor 216 lakosa közül 210 fő (97,2%) román, 6 fő (2,8%) ismeretlen nemzetiségű volt.